# Karanggayam (Srengat)
Karanggayam is een bestuurslaag in het regentschap Blitar van de provincie Oost-Java, Indonesië. Karanggayam telt 4611 inwoners (volkstelling 2010).